# Der wilde Gärtner
Der wilde Gärtner (Untertitel: Das härteste Gartenmagazin der Welt!) ist eine österreichische Fernsehserie, die 2009 nach einer Idee des österreichischen Kabarettisten Roland Düringer in elf Folgen produziert wurde. Sie ist eine Mischung aus Comedyserie und Gartenmagazin.
Jede Folge besteht zu einem Teil aus Information – Düringer erklärt in seiner Rolle als Orlando Furioso die Welt des Gartens – und andererseits aus Unterhaltung.
Die Serie wurde in Österreich erst 2011 ausgestrahlt; in anderen Ländern wie etwa Russland war sie bereits früher zu sehen. 2010 erschienen alle Folgen auf drei DVDs, die ausschließlich im Gärtner- und Blumenfachhandel verkauft wurden. Am 18. März 2011 wurde schließlich die komplette Serie in einer Box veröffentlicht, die nun auch in DVD-Geschäften zu finden ist.